# Distrito de Andaymarca
El distrito peruano de Andaymarca es una de los dieciocho distritos pertenecientes a la provincia de Tayacaja, en el departamento de Huancavelica, bajo la administración del Gobierno regional de Huancavelica. Limita por el norte y por noroeste con los distritos de Quishuar, Surcubamba y Tintay Puncu; por el este con el Distrito de Ayahuanco; por el sur, suroeste y oeste con los distritos de Chinchihuasi, Colcabamba, Daniel Hernández y Quishuar.  
Desde el punto de vista jerárquico de la Iglesia católica, forma parte de la Diócesis de Huancavelica.

## Historia
El distrito fue creado mediante Nº 30280 el 14 de noviembre de 2014, en el gobierno de Ollanta Humala.

## Geografía
El Distrito de Andaymarca se encuentra localizado en el valle entre los ríos Apurímac y Ene. 

## Autoridades

### Municipales
- 2023-2026[3]
  - Alcalde: Rovinzon Benites Huarcaya (2023 - 2026), .
  - Regidores:

### Policiales
- Comisaría
  - Comisario:

### Religiosas
- Parroquia
  - Párroco: